# Murtaz Churcilawa
Murtaz Churcilawa (gruz. მურთაზ ხურცილავა, ros. Муртаз Калистратович Хурцилава, Murtaz Kalistratowicz Churcyława; ur. 5 stycznia 1943 w Bandzie) – gruziński piłkarz, grający na pozycji obrońcy, reprezentant Związku Radzieckiego, trener piłkarski.

## Kariera piłkarska
Grał na pozycji obrońcy. Jako junior trenował i występował w rodzinnej wsi w drużynie Salchino. Prawie przez całą dorosłą karierę zawodniczą związany był z najbardziej utytułowanym klubem gruzińskim - Dinamem Tbilisi. Karierę kończył jednak w zespole Torpeda Kutaisi. W 1964 zdobył z Dinamem Mistrzostwo ZSRR. Przez wiele lat był jednym z podstawowych zawodników reprezentacji Związku Radzieckiego. Zadebiutował w niej 3 października 1965 w meczu z Grecją. Dwukrotnie uczestniczył w mistrzostwach świata: w 1966 w Anglii i w 1970 w Meksyku. W 1972 zdobył Wicemistrzostwo Europy oraz brązowy medal Igrzysk Olimpijskich w Monachium. 5 sierpnia 1973 meczem ze Szwecją zakończył występy w drużynie radzieckiej. Rozegrał w niej 69 meczów, strzelił 6 bramek. Wielokrotnie pełnił funkcję kapitana drużyny. Uważany jest za jednego z najlepszych piłkarzy w historii radzieckiego futbolu, a także za jednego z najwybitniejszych futbolistów gruzińskich. W 2004 został wybrany najlepszym piłkarzem w historii Gruzji w ramach plebiscytu z okazji 50-lecia UEFA.

## Kariera trenerska
Jako szkoleniowiec pracował w Gruzji, prowadząc zespoły Inguri Zugdidi, Lokomotiwu Samtredia, Gurii Lanczchuti, zaś w latach 1987–1989 pracował w sztabie szkoleniowym Dinama Tbilisi.